# Harbour Green Park
Harbour Green Park är en park i staden Vancouver i British Columbia i Kanada. Parken ligger vid vattnet nära flyghamnen Vancouver Harbour Flight Centre.